# St. Joseph (Blankenau)

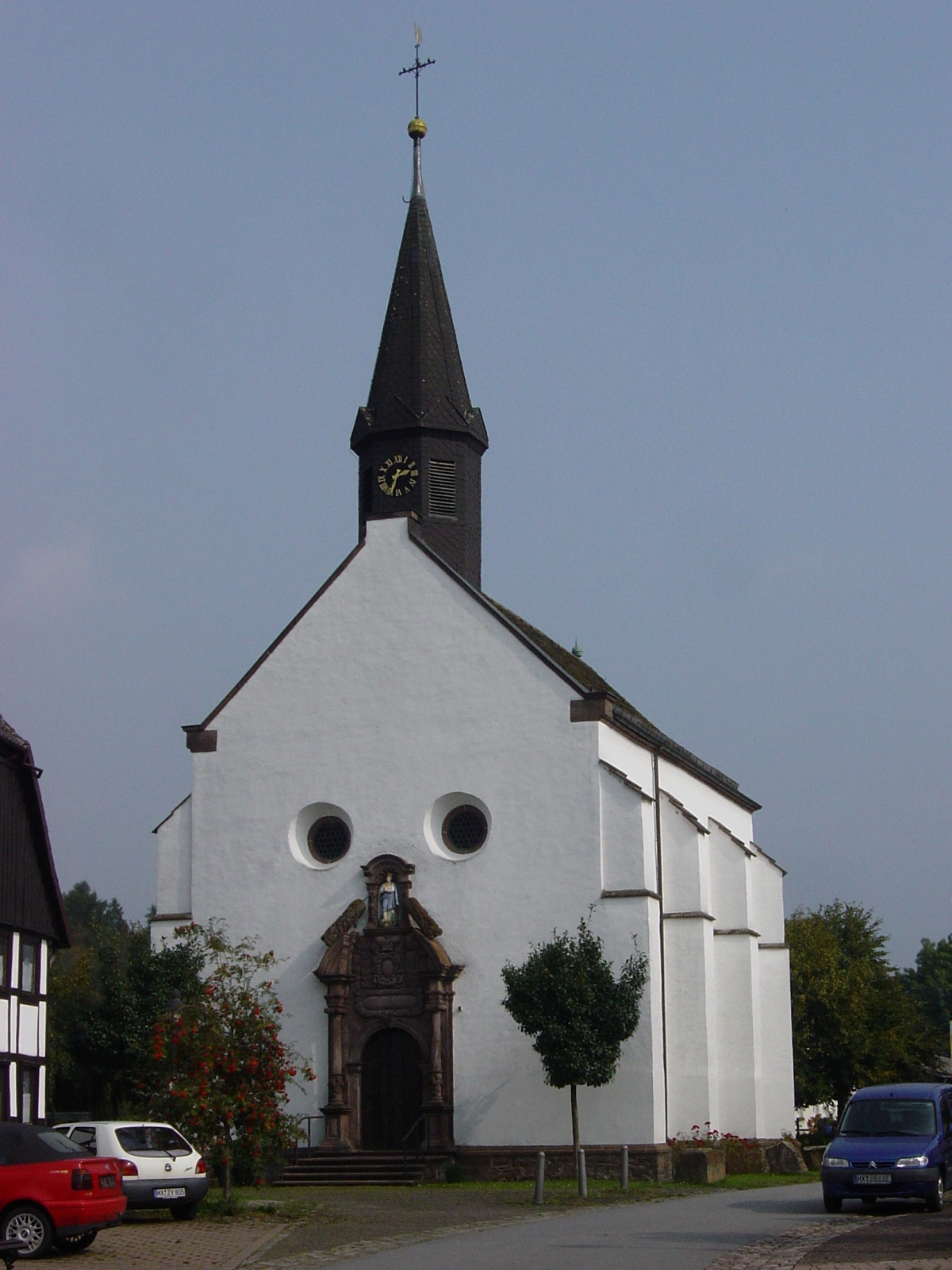
St. Joseph (Blankenau)

Die römisch-katholische, denkmalgeschützte Pfarrkirche St. Joseph steht in Blankenau, einem Gemeindeteil der Stadt Beverungen im Kreis Höxter von Nordrhein-Westfalen. Die Kirche gehört zum Pastoralen Raum Beverunger Land im Dekanat Höxter des Erzbistums Paderborn.

## Beschreibung
Die im Osten dreiseitig geschlossene Saalkirche mit drei Jochen aus verputzten Bruchsteinen wird von Strebepfeilern gestützt. Aus dem Satteldach erhebt sich im Westen ein achteckiger Dachreiter, der die Turmuhr und den Glockenstuhl beherbergt, und der mit einem spitzen Helm bedeckt ist. Das barocke Portal in der westlichen Fassade ist mit einem Sprenggiebel bedeckt, das das Wappen des Maximilian von Horrich und ein darüber befindliches Marienbildnis umrahmt, beide 1714 von Heinrich Papen geschaffen.
Zur Kirchenausstattung gehören ein Altar in der Form einer Ädikula, ebenfalls von Heinrich Papen, und eine Kanzel. 2012 wurde eine gebrauchte Orgel angeschafft, die vorher in Marburg stand.